# Ай-Ёваюган
Ай-Ёваюган (устар. Ай-Ева-Юган) — река в России, протекает по Советскому району Ханты-Мансийского АО. Устье реки находится в 381 км по левому берегу реки Малая Сосьва. Длина реки составляет 14 км.

## Данные водного реестра
По данным государственного водного реестра России относится к Нижнеобскому бассейновому округу, водохозяйственный участок реки — Северная Сосьва, речной подбассейн реки — Северная Сосьва. Речной бассейн реки — (Нижняя) Обь от впадения Иртыша.
Код объекта в государственном водном реестре — 15020200112115300028435.